# Miguel Ángel Laino
Miguel Ángel Laino (Buenos Aires, 22 giugno 1948) è un ex calciatore argentino, con passaporto cileno, di ruolo portiere.